# Kawasaki GPZ 600 R
La Kawasaki GPZ 600 R también conocida como Ninja 600R , subseries ZX 600 A y B fueron los nombres que se le dieron en Europa y Norteamérica a la línea de motocicletas Kawasaki ZX600.
A partir de 1988 evoluciona al modelo GPX 600 R (ZX600C).
El Ninja 600R fue el nombre con la que se conoció en EE. UU. y en Europa se le conoció como GPZ600R. Fue construida desde 1985 hasta 1990 (88-1997 la GPX600R) con solo pequeños cambios anuales a lo largo de su producción. Aunque hay que diferenciar el salto de la GPZ a la GPX en 1988: esta última es algo más que un "restyling" de la GPZ, con algunos cambios drásticos, como el nuevo chasis tubular de doble cuna, distinto sistema anti-hundimiento de horquilla: el ESCS (Electric Suspension Control System) frente al AVDS (Automatic Variable Damping System) de la GPZ, más potencia (84 HP a 11 000 rpm frente a los 76 de la GPZ) y velocidad (226 km/h frente a los 215 en la GPZ).

## Características
Su cuadro y motor estaban basados en el de la GPz550 pero con 51° de lanzamiento y el motor aumentado a 592 cc. Con  nuevas aleaciones y plásticos para reducir peso, el alternador también estaba invertido para disminuir anchura. El libramiento parecía menor, pero se debía a que la suspensión estaba demasiado blanda por lo que llegaba a rozar la panza con mayor carga u oscilación de bajada.